# 賴怡成
賴怡成（英語：Ih-Cheng, Lai，1965年9月21日—），台灣建築教育學者，曾任淡江大學建築系系主任與所長，目前任教於淡江大學建築系，曾擔任2024台灣建築獎評審，臺北市與基隆市都市設計土地使用開發許可審議委員，台北市與基隆市文化局公共藝術委員會委員，以及文化局公共藝術委員會委員等，以及UPGA建築技術集團的設計總顧問。

## 簡歷
出生於台灣台北市，畢業於東海大學建築系，1994年於美國康乃爾大學取得建築暨都市設計的碩士學位，2006年於國立交通大學完成有關AI應用於分散式設計合作的博士學位。研究主要探討建築與都市之間公共性的關係，強調公共性在建築設計中的體現，進而創造出友善的都市環境。此外，設計需反應科技，整合數位科技如互動，運算和大數據，探索都市和建築設計新的可能性，包括他研究室的機器人建築（Robotic Architecture）和數據城市（Data City）。

## 建築作品
1994年自康乃爾大學學成歸國後，賴怡成陸陸續續在不同的建築師事務所擔任要職，包括劍橋(KHL)國際建築暨規劃事務所的專案經理，大任(DAZEN)建築師事務所的設計總監，楊捷安建築師事務所的設計顧問，黃柏均建築師事務所設計顧問等，參與執行的案子包括就有60多件競圖案，實際完工的作品有20多件。
2016年4月1日，正式受邀為設計總顧問，加入UPGA團隊/ 蔡孟哲建築師事務所/ 許偉揚. 瓦建國際設計有限公司，堅持他始終相信的信念，也就是「讓學術與實務可以相輔相成, 相得益彰」。
實際完工建築案例：
- 2020，台北大學三峽校區第二期學生宿舍新建工程
- 2019，中壢地政事務所暨過嶺社會福利中心新建工程
- 2006，國立高雄第一科技大學外語學院教學大樓
- 2003，台中市中山地政辦公大樓
- 2003，台中市上安國小
- 2002，台中市惠文國小
- 2001，國立高雄科技大學學生宿舍大樓
- 2000，台北縣立清水中學科學館及圖書館
- 1999，淡江大學舊化學館重建工程
- 1997，國立高雄科技大學教學行政大樓
- 1997，宜蘭厝

## 學術教學獲獎
- 臺灣建築學會第34屆建築研究成果發表會暨第6屆全國建築設計教學與建築教育論壇 - 優秀研究成果發表獎[8]
- 23屆, 27屆, 28屆和30屆台灣建築學會優秀論文獎
- 淡江大學100學年度教學優良教師
- 淡江大學102學年度優良教材
- 淡江大學103學年度優良導師
- 2004，Best Paper Award in 2004 CAADRIA Conference[9]
- 國立交通大學建築所2006年「交大建築研究獎」首獎
- 朝陽科技大學94學年度院級（設計學院）教學優良教師
- 朝陽科技大學95年度「論文佳作獎」
- 朝陽科技大學96年度「論文佳作獎」
- 朝陽科技大學96年度推動學術研究與建教合作獎